# Mexiterpes nogal
Mexiterpes nogal är en mångfotingart som beskrevs av Shear 1982. Mexiterpes nogal ingår i släktet Mexiterpes och familjen Trichopetalidae. Inga underarter finns listade i Catalogue of Life.